# Franciszek Dorobek
Franciszek Dorobek (ur. 26 lutego 1922 w Płocku, zm. 24 lutego 1981 tamże) – polski ekonomista, historyk, muzykolog, teatrolog, działacz i organizator oświaty, specjalista nauk społecznych i drukarstwa, nauczyciel i publicysta. Jeden z najbardziej zasłużonych obywateli Płocka.

## Życiorys
Urodził się 26 lutego 1922 roku w Płocku-Radziwiu. Jego ojcem był Stanisław Dorobek, a matką Józefa z Gościniaków. Posiadał jednego syna Andrzeja Dorobka.
W 1934 ukończył szkołę powszechną Radziwiu, a następnie Gimnazjum im. marsz. Stanisława Małachowskiego (tzw. „Małachowiankę”) i Liceum Handlowe w Płocku. Później kształcił się na krakowskiej Akademii Ekonomicznej, którą ukończył w roku 1950 z tytułem magistra.
W czasie II wojny światowej (1939) pracował w zarządzie Miejskim Płocka w funkcji urzędnika, a od 1 stycznia 1940 w miejskiej drukarni (praca umysłowa). Po zakończeniu wojny pracował jako kalkulator drukarski w tejże drukarni. Został też jej dyrektorem. W roku 1950, tuż po zakończeniu studiów, rozpoczął pracę w Państwowej Centrali Drzewnej w Krakowie. Od początku roku 1951 nauczał przedmiotów zawodowych w Technikum Finansowym i w Zasadniczej Szkole Odzieżowej CZSP w Płocku, gdzie był również dyrektorem.
Przez dwie kadencje w latach sześćdziesiątych XX wieku (w przełomowym okresie formowania się nowej, przemysłowej tożsamości miasta) – od stycznia 1961 do sierpnia 1969 – był wiceprzewodniczącym Miejskiej Rady Narodowej w Płocku. Odpowiedzialny był za sprawy oświaty, kultury i zdrowia. Od 1 września 1969 roku do 1976 był dyrektorem Płockiej Drukarni Akcydensowej, a od 1976 – dożywotnio na stanowiskach dyrektora Wojewódzkiego Domu Kultury w Płocku. Ponadto od roku 1946 do śmierci w 1981 był członkiem Towarzystwa Naukowego Płockiego. Pełnił tam rozmaite funkcje, m.in. sekretarza generalnego i redaktora „Notatek Płockich” (kwartalnika TNP) oraz prezesa Płockiego Towarzystwa Muzycznego.
W latach 70. XX wieku był inicjatorem i współzałożycielem (wraz z Marcinem Kamińskim) Płockiej Orkiestry Symfonicznej im. Witolda Lutosławskiego (pierwotnie Kameralnej) i Teatru Płockiego. Był także inicjatorem budowy Szpitala Wojewódzkiego w Płocku-Winiarach i amfiteatru w rejonie Wzgórza Sieciecha. Był organizatorem Ogólnopolskich Festiwali Folkloru i Sztuki Ludowej, rokrocznie odbywających się w Płocku w latach 60. i 70. XX wieku. Za działalność na rzecz popularyzacji sztuki ludowej wyróżniony prestiżową Nagrodą im. Oskara Kolberga (1979). Z okazji 25 rocznicy śmierci uhonorowany został książką wspomnieniową Obecność i odejścia: reminiscencje z kręgu Franciszka Dorobka (Instytut Wydawniczy Świadectwo, Bydgoszcz 2005) autorstwa jego syna, Andrzeja Dorobka, znanego eseisty, publicysty, poety i tłumacza.
Zmarł 24 lutego 1981 roku w Płocku.

## Opracował i wydał książki
- XXV-lecie Szkoły Muzycznej w Płocku
- Płock i ziemia Płocka w 1945 roku
- współautor Dziejów Płocka
- napisał wiele artykułów w „Notatkach Płockich”

## Odznaczenia
- Krzyż Kawalerski Orderu Odrodzenia Polski
- Złoty Krzyż Zasługi
- Srebrny Krzyż Zasługi
- Odznaka „Zasłużony Działacz Związku Zawodowego Pracowników Kultury i Sztuki”
- Złota Odznaka „Za zasługi dla województwa warszawskiego”
- nagroda im. Ludwika Krzywickiego za całokształt Pracy Naukowej i Publicystycznej
- Nagroda Barwa im. Oskara Kolberga za działalność folklorystyczną
- Laureat plebiscytu „Płocczanin Roku 1978 r.”